# Kampioenschap van Vlaanderen 2024
De 108e editie van de wielerwedstrijd Kampioenschap van Vlaanderen vond plaats op 20 september 2024. De 170 deelnemers moesten een parcours van 180,2 in en rond Koolskamp afleggen. De wedstrijd maakte deel uit van de UCI Europe Tour, met de categorie 1.1, en de Lotto Cycling Cup. De Belg Tim Merlier won zijn eerste wedstrijd in de Europese kampioenstrui, voor Arvid de Kleijn en Jasper Philipsen.

## Uitslag
| Plaats  | Naam                | Ploeg                      | Tijd     |
| ------- | ------------------- | -------------------------- | -------- |
| Winnaar | Tim Merlier         | Soudal Quick-Step          | 3u56'00" |
| 2       | Arvid de Kleijn     | Tudor                      | z.t.     |
| 3       | Jasper Philipsen    | Alpecin-Deceuninck         | z.t.     |
| 4       | Lionel Taminiaux    | Lotto Dstny                | z.t.     |
| 5       | Gerben Thijssen     | Intermarché-Wanty          | z.t.     |
| 6       | Jordi Meeus         | Red Bull-BORA-hansgrohe    | z.t.     |
| 7       | Madis Mihkels       | Intermarché-Wanty          | z.t.     |
| 8       | Dylan Groenewegen   | Jayco AlUla                | z.t.     |
| 9       | Pierre Gautherat    | Decathlon AG2R La Mondiale | z.t.     |
| 10      | Jules Hesters       | Flanders-Baloise           | z.t.     |
| 11      | Davide Cimolai      | Movistar                   | z.t.     |
| 12      | Cees Bol            | Astana Qazaqstan           | z.t.     |
| 13      | Tim Torn Teutenberg | Lidl-Trek                  | z.t.     |
| 14      | Lindsay De Vylder   | Flanders-Baloise           | z.t.     |
| 15      | Max Walscheid       | Jayco AlUla                | z.t.     |
| 16      | Jason Tesson        | TotalEnergies              | z.t.     |
| 17      | Alexander Kristoff  | Uno-X Mobility             | z.t.     |
| 18      | Davide Bomboi       | TDT-Unibet                 | z.t.     |
| 19      | Hugo Hofstetter     | Israel-Premier Tech        | z.t.     |
| 20      | Edward Theuns       | Lidl-Trek                  | z.t.     |